# Marcel Grignon
Pour les articles homonymes, voir Grignon.
Marcel Grignon, né le 9 novembre 1914 à Paris 15e et mort le 6 juin 1990 à Crosne, est un directeur de la photographie français.

## Filmographie
- 1937 : Il est un petit pays
- 1939 : Quartier latin
- 1939 : Sidi-Brahim de Marc Didier
- 1939 : Frères corses de Géo Kelber
- 1942 : Le Voile bleu de Jean Stelli
- 1944 : L'Enfant de l'amour de Jean Stelli
- 1945 : L'Ange qu'on m'a donné de Jean Choux
- 1945 : L'Invité de la onzième heure de Maurice Cloche
- 1946 : La Tentation de Barbizon de Jean Stelli
- 1946 : Jeux de femmes
- 1947 : La Cabane aux souvenirs de Jean Stelli
- 1947 : Le Village perdu de Christian Stengel
- 1947 : La Septième porte de André Zwobada
- 1948 : Le Mannequin assassiné de Pierre de Hérain
- 1948 : Cité de l'espérance
- 1949 : Cinq tulipes rouges de Jean Stelli
- 1949 : Suzanne et ses brigands de Yves Ciampi
- 1949 : L'Inconnue n°13 de Jean-Paul Paulin
- 1949 : Mission à Tanger de André Hunebelle
- 1949 : La Cage aux filles de Maurice Cloche
- 1949 : Interdit au public d'Fred Pasquali
- 1949 : Millionnaires d'un jour de André Hunebelle
- 1950 : Brune ou blonde, court métrage de Jacques Garcia
- 1950 : Au p'tit zouave de Gilles Grangier
- 1950 : L'Ingénue libertine de Jacqueline Audry
- 1950 : Quai de Grenelle d'Emil-Edwin Reinert
- 1951 : La Taverne de New Orléans de William Marshall
- 1951 : Les Petites Cardinal de Gilles Grangier
- 1951 : Le Plus Joli Péché du monde de Gilles Grangier
- 1951 : Un grand patron d'Yves Ciampi
- 1951 : Les Bonnes Manières de Yves Robert court métrage
- 1952 : Massacre en dentelles de André Hunebelle
- 1952 : Les femmes sont des anges de Marcel Aboulker
- 1952 : Le Plus Heureux des hommes d'Yves Ciampi
- 1953 : Rue de l'Estrapade de Jacques Becker
- 1953 : Mon mari est merveilleux de André Hunebelle
- 1953 : L'Esclave d'Yves Ciampi
- 1953 : Les Trois Mousquetaires de André Hunebelle
- 1954 : Le Guérisseur d'Yves Ciampi
- 1954 : Quai des blondes de Paul Cadéac
- 1954 : Cadet Rousselle de André Hunebelle
- 1955 : Chantage de Guy Lefranc
- 1955 : Casse-cou, mademoiselle de Christian Stengel
- 1955 : Quatre jours à Paris de André Berthomieu
- 1956 : La Sorcière d'André Michel
- 1956 : C'est arrivé à Aden de Michel Boisrond
- 1956 : Lorsque l'enfant paraît de Michel Boisrond
- 1956 : Mitsou de Jacqueline Audry
- 1957 : La Garçonne de Jacqueline Audry
- 1957 : À la Jamaïque de André Berthomieu
- 1957 : Une Parisienne de Michel Boisrond
- 1958 : Rafles sur la ville de Pierre Chenal
- 1958 : Premier mai de Luis Saslavsky
- 1958 : L'École des cocottes de Jacqueline Audry
- 1958 : Les Jeux dangereux de Pierre Chenal
- 1959 : Les Liaisons dangereuses 1960 de Roger Vadim
- 1959 : Le Secret du chevalier d'Éon de Jacqueline Audry
- 1959 : Le Bossu de André Hunebelle
- 1959 : Le Travail c'est la liberté de Louis Grospierre
- 1960 : Les Pionniers (Os Bandeirantes) de Marcel Camus
- 1960 : Un taxi pour Tobrouk de Denys de la Patellière
- 1960 : L'Amérique insolite de François Reichenbach
- 1960 : Le Capitan de André Hunebelle
- 1961 : Étude de István Gaál
- 1961 : La Proie pour l'ombre de Alexandre Astruc
- 1961 : Le Capitaine Fracasse de Pierre Gaspard-Huit
- 1961 : Le Miracle des loups de André Hunebelle
- 1961 : Auguste de Pierre Chevalier
- 1962 : Une blonde comme ça de Jean Jabely
- 1962 : Horace 62 de André Versini
- 1962 : Maléfices de Henri Decoin
- 1962 : Les Mystères de Paris de André Hunebelle
- 1963 : Le commissaire mène l'enquête de Fabien Collin
- 1963 : Tempo di Roma de Denys de La Patellière
- 1963 : Le Vice et la Vertu de Roger Vadim
- 1963 : L'Inconnue de Hong Kong de Jacques Poitrenaud
- 1964 : Cent mille dollars au soleil de Henri Verneuil
- 1964 : Un drôle de caïd (Une souris chez les hommes) de Jacques Poitrenaud
- 1964 : Fantomas de André Hunebelle
- 1964 : Le Grain de sable de Pierre Kast
- 1965 : Furia à Bahia pour OSS 117 de André Hunebelle
- 1965 : La Fleur de l'âge (Rapture) de John Guillermin
- 1966 : Le facteur s'en va-t-en guerre de Claude Bernard-Aubert
- 1966 : Estouffade à la Caraïbe de Jacques Besnard
- 1966 : Paris brûle-t-il ? de René Clément
- 1966 : Atout cœur à Tokyo pour OSS 117 de Michel Boisrond
- 1967 : Les Grandes vacances de Jean Girault
- 1967 : Fantomas contre Scotland Yard de André Hunebelle
- 1967 : L'Homme qui valait des milliards de Michel Boisrond
- 1968 : Le gendarme se marie de Jean Girault
- 1968 : L'Homme de Kiev de John Frankenheimer
- 1969 : Le Ballet des Jacungos, court métrage de Jean Manzon
- 1969 : Hibernatus de Édouard Molinaro
- 1969 : Les Étrangers de Jean-Pierre Desagnat
- 1969 : Appelez-moi Mathilde de Pierre Mondy
- 1970 : Madron
- 1972 : Les Rendez-vous en forêt d'Alain Fleischer
- 1972 : Un meurtre est un meurtre d'Étienne Périer
- 1973 : La Belle Affaire de Jacques Besnard
- 1973 : Shaft contre les trafiquants d'hommes (Shaft in Africa) de John Guillermin
- 1973 : Le Concierge de Jean Girault
- 1973 : Mais où est donc passée la septième compagnie ? de Robert Lamoureux
- 1974 : La Main à couper d'Étienne Périer
- 1974 : Impossible... pas français de Robert Lamoureux
- 1975 : La Petite Gare, court métrage d'Emmanuel Ciepka
- 1975 : Opération Lady Marlène de Robert Lamoureux
- 1975 : La Bête de Walerian Borowczyk
- 1975 : On a retrouvé la 7e compagnie de Robert Lamoureux
- 1976 : La situation est grave mais... pas désespérée ! de Jacques Besnard
- 1976 : Le Jour de gloire de Jacques Besnard
- 1977 : La Septième Compagnie au clair de lune de Robert Lamoureux
- 1978 : Général... nous voilà !
- 1979 : Le Gendarme et les Extraterrestres de Jean Girault
- 1980 : La Mer couleur de larmes
- 1980 : Un amour d'emmerdeuse
- 1981 : Pourquoi pas nous ? de Michel Berny
- 1982 : Salut, j'arrive
- 1988 : Béruchet dit la Boulie de Béruchet